# Thyene
Genre
Synonymes
- Thya Simon, 1876 nec Curtis, 1834
- Mithion Simon, 1884
- Brancus Simon, 1902
- Gangus Simon, 1902
- Paramodunda Lessert, 1925

Thyene est un genre d'araignées aranéomorphes de la famille des Salticidae.

## Distribution
Les espèces de ce genre se rencontrent en Afrique, en Asie, en Océanie et en Europe.

## Liste des espèces
Selon World Spider Catalog (version 25.5, 30/01/2025) :
- Thyene aperta (G. W. Peckham & E. G. Peckham, 1903)
- Thyene australis G. W. Peckham & E. G. Peckham, 1903
- Thyene benjamini Prószyński & Deeleman-Reinhold, 2010
- Thyene bilaguncula (Xie & Peng, 1995)
- Thyene bilineata Lawrence, 1927
- Thyene bivittata Xie & Peng, 1995
- Thyene blaisei (Simon, 1902)
- Thyene bucculenta (Gerstaecker, 1873)
- Thyene calebi (Kanesharatnam & Benjamin, 2018)
- Thyene chopardi Berland & Millot, 1941
- Thyene coccineovittata (Simon, 1886)
- Thyene concinna (Keyserling, 1881)
- Thyene corcula (Pavesi, 1895)
- Thyene coronata Simon, 1902
- Thyene dakarensis (Berland & Millot, 1941)
- Thyene dancala Caporiacco, 1947
- Thyene decora (Simon, 1902)
- Thyene gangoides Prószyński & Deeleman-Reinhold, 2010
- Thyene hemmingi (Caporiacco, 1949)
- Thyene hesperia (Simon, 1909)
- Thyene imperialis (Rossi, 1846)
- Thyene inflata (Gerstaecker, 1873)
- Thyene leighi G. W. Peckham & E. G. Peckham, 1903
- Thyene longula (Simon, 1902)
- Thyene manipisa (Barrion & Litsinger, 1995)
- Thyene masindi Wiśniewski & Wesołowska, 2024
- Thyene mutica (Simon, 1902)
- Thyene natali G. W. Peckham & E. G. Peckham, 1903
- Thyene nigriceps (Caporiacco, 1949)
- Thyene ocellata (Thorell, 1899)
- Thyene ogdeni G. W. Peckham & E. G. Peckham, 1903
- Thyene orbicularis (Gerstaecker, 1873)
- Thyene orientalis Żabka, 1985
- Thyene ornata Wesołowska & Tomasiewicz, 2008
- Thyene perfecta Wiśniewski & Wesołowska, 2024
- Thyene phragmitigrada Metzner, 1999
- Thyene poecila (Caporiacco, 1949)
- Thyene punctiventer (Karsch, 1879)
- Thyene roeweri Haddad, Wiśniewski & Wesołowska, 2024
- Thyene rubricoronata (Strand, 1911)
- Thyene semiargentea (Simon, 1884)
- Thyene sexplagiata (Simon, 1909)
- Thyene similis Wesołowska & van Harten, 2002
- Thyene splendida Caporiacco, 1939
- Thyene striatipes (Caporiacco, 1939)
- Thyene subsplendens Caporiacco, 1947
- Thyene tamatavi (Vinson, 1863)
- Thyene thyenioides (Lessert, 1925)
- Thyene triangula Xie & Peng, 1995
- Thyene typica Jastrzebski, 2006
- Thyene varians G. W. Peckham & E. G. Peckham, 1901
- Thyene verdieri (Berland & Millot, 1941)
- Thyene villiersi Berland & Millot, 1941
- Thyene vittata Simon, 1902
- Thyene volombavatanany Murray, Escobar-Toledo & Pett, 2024
- Thyene xingrenensis C. Wang, Mi & Peng, 2023
- Thyene yuxiensis Xie & Peng, 1995
- Thyene zhangi (Peng, Yin, Yan & Kim, 1998)

## Systématique et taxinomie
Thya Simon, 1876, préoccupé par Thya Curtis, 1834 a été remplacé par Thyene par Simon en 1885.
Mithion a été placé en synonymie par Prószyński en 1987.
Paramodunda a été placé en synonymie par Prószyński en 1990.
Gangus a été placé en synonymie par Prószyński et Deeleman-Reinhold en 2013.
Brancus a été placé en synonymie par Wesołowska et Russell-Smith en 2022.

## Publications originales
- Simon, 1885 : « Matériaux pour servir à la faune arachnologiques de l'Asie méridionale. I. Arachnides recueillis à Wagra-Karoor près Gundacul, district de Bellary par M. M. Chaper. II. Arachnides recueillis à Ramnad, district de Madura par M. l'abbé Fabre. » Bulletin de la Société zoologique de France, vol. 10, p. 1-39 (texte intégral).
- Simon, 1876 : Les arachnides de France. Paris, vol. 3, p. 1-364 (texte intégral).